# Limnonectes malesianus
Limnonectes malesianus är en groddjursart som först beskrevs av Ruth Kiew 1984.  Limnonectes malesianus ingår i släktet Limnonectes och familjen Dicroglossidae. IUCN kategoriserar arten globalt som nära hotad. Inga underarter finns listade i Catalogue of Life.